# Severin Vrbčanský
Severin Vrbčanský (? – 1755), v soudobé ortografii psaný jako Wrbczansky nebo Wrbczanski, byl český františkán, teolog a historik. Podobně jako o několik desetiletí dříve Bernard Sannig a ve 20. století Klemens Minařík rozvíjel františkánskou filozofii a teologii na klášterních školách i mimo ně, pro své schopnosti a odevzdanost církevnímu řádu se dostal do jeho vedení na pozici provinčního ministra a byl zapálen pro zkoumání historie františkánského řádu.

## Život

### Narození, lektorem na studiích
Severin Vrbčanský se narodil v Praze, podle pozdějších známých životních údajů zřejmě v 80. letech 17. století. Po slavných řádových slibech, které složil někdy po březnu 1705, po vysvěcení na kněze a dalších studiích sám působil jako lektor na řádových školách františkánů. V letech 1713 až 1716 vyučoval františkánské kleriky v klášteře ve Slaném. Z Vrbčanského přednášek filozofie se dochovaly dva svazky zápisků nebo poznámek. Později na klášterních školách vyučoval mladé řeholníky teologii a církevní právo.

### Řeholní představený
Na řádné provinční kapitule františkánů slavené neobvykle již na jaře (v březnu) 1729 v Brně byl bratr Severin zvolen členem provinčního definitoria podílejícího se na řízení české svatováclavské františkánské provincie. Na další pravidelné kapitule o tři roky později (10.8. 1732) v Praze byl již zvolen do čela této řádové jednotky jako provinční ministr (provinciál). V té době již také zaneprázdněn řízením řádu a jistě i autorskou činností zanechal vyučování na klášterních školách. Po běžném tříletém období ve vedení provincie jej řádová kapitula slavená v září 1735 opět v Praze u P. Marie Sněžné z funkce uvolnila a jmenovala provinčním kustodem. Jako bývalý provinciál byl též byl též habituálním definitorem. Bratr Severin patřil mezi velmi oblíbené představené. Po tříleté přestávce jej provinční kapitula slavená v září 1739 v Praze podruhé zvolila provinciálem. Z tohoto důvodu se však na kapitulu vrátil její předsedající Mark Kloz, definitor rakouské a vizitátor české provincie, který o něco dříve v průběhu pražského zasedání Čechy opustil kvůli kapitule slavené doma, v Rakousku. Volba Vrbčanského provinciálem pak byla anulována a do čela provincie byl řádně ustaven Gregor Rocken. Vrbčanský se tak nakonec stal zástupcem ministra – provinčním vikářem a stejně v této funkci nezahálel. Roku 1740 se například spolu s hlavní donátorkou hraběnkou Terezií z Vrtby, rozenou ze Steinau podílel jako „zvláštní ochránce“ na výstavbě nového křídla určeného pro novice ve františkánském klášteře v Plzni. Jako provinciál byl tak Vrbčanský zvolen až o dva roky později v září 1741 a českou správní jednotku františkánů řídil podruhé po tříleté volební období do podzimu 1744. Od té doby byl v řádu titulován jako custos habitualis a otec provincie. Ve svém druhém období ve funkci ministra zajistil dokončení barokní přestavby kláštera u Sv Bernardina v Olomouci. Následující tři léta po roce 1744 se Vrbčanský dále účastnil řízení provincie jako člen jejího definitoria a od roku 1747 do jako provinční kustos. Potřetí byl bratr Severin zvolen provinčním ministrem českých františkánů na řádové kapitule v září 1750 v Praze a působil v této funkci do roku 1753.

### Teolog
Jako zkušený a prověřený řádový teolog Vrbčanský kontroloval nezávadnost literárních děl svých spolubratří určených k tisku. Takto prověřil v letech 1727-1728 kazatelskou postilu Trojí chléb nebeský Jana Damascéna Marka, o tři roky později poutnickou příručku týkající se hejnického poutního mariánského místa Fruchtbarer und Schattenreicher Linden-Baum od Edmunda Oppitze. Roku 1744 zase prohlédl posléze velmi populární duchovní příručku Geistlicher Denck-Pfenning Hieronyma Raasera. Severinových zkušeností s řízením řádu využilo jeho generální vedení, když jej pověřovalo vizitacemi sousedních františkánských provincií – v roce 1731 velkopolské a 1738 rakouské.
Severin Vrbčanský zemřel 4. dubna 1755 v Praze.

## Dílo

### Historie
Dodnes nejčastěji užívanou a citovanou Vrbčanského knihou je Nucleus minoriticus, seu vera & sincera relatio originis et progressus Provincie Bohemiae… Knihu v reprezentativním foliovém formátu vytiskl na téměř 500 stranách Jan Karel Hraba v roce 1746. Dílo předkládá historický vývoj a soudobý stav celé české řádové provincie, jednotlivých konventů reformovaných františkánů v provincii, zahrnující tehdy i Moravu a většinu Slezska a také kláštery klarisek a sester františkánek založených na řeholi Třetího františkánského řádu. Historické údaje čerpal Severin ze starších řádových kronik a pramenů, jejichž přesnost neměl dle soudobých odborných postupů možnost prověřit. Dějinný vývoj Vrbčanský doplnil o přepisy významných listin týkajících se řádu nebo seznamy kvardiánů, provinciálů a dobrodinců řádu. Soudobý popis řeholních domů a provincie jsou cenným zdrojem informací o jejím stavu v první polovině 18. století.  Účelem knihy byla oslava františkánského řádu představením jeho minulosti a současnosti. Od zpracování předchozího a vlastně prvního podobného tiskem vydaného díla Bernarda Sanniga uplynulo více než 50 let, které znamenaly největší rozmach františkánů ve střední Evropě. Vrbčanský dílo psal údajně ve slánském klášteře, kde působil jako lektor teologie. Informace pro dílo ale musel shromažďovat i jinde, v provinčním archivu kláštera u P. Marie Sněžné v Praze a zejména v konkrétních klášterech, kdy snad využíval svých vizitačních a dalších návštěv v nich v pozici představeného. Teologickou řádovou aprobaci knihy provedl Severinův spolubratr Liberát Kech. Přílohou k textové části publikace je v některých exemplářích dochovaná mědirytová mapa zachycující konventy české řádové provincie včetně jejich zdrobnělé, avšak věrné podoby. Kartuši s vysvětlujícím textem na ní doplňuje portrét patrona provincie sv. Václava odpovídající soudobé podobě provinční pečeti.
Kniha „Nucleus minoriticus“ však nebyla zřejmě prvním Vrbčanského dílem na podobné téma. Již ve svém prvním období ve funkci provinciála se pravděpodobně přímo autorsky podílel na sestavení statistického přehledu aktuálního stavu svatováclavské české františkánské provincie: Repertorium conventuum, fundatorum, capitulorum, comissariorum, provincialium atque postarum in Alma, & Magna Provincia Boemiae S. Wenceslai D. & M. Fratrum Minorum Reformatorum. Dílo bezpochyby vzniklo z iniciativy Vrbčanského jakožto provinciála, byl ale i současně v té době nejlépe se orientujícím řeholníkem v dějinách i administraci provincie, stejně jako již možná zamýšlel tvorbu rozsáhlejší práce. Tisku se ujal brněnský příznivec františkánů Jakub Maxmilián Svoboda a vyhotovil jej v roce 1734. K 26 nečíslovaným listům textu je doplněna mědirytová příloha zahrnující mapu provincie s vyznačením jednotlivých konventů v Čechách, na Moravě a části Slezska. K mapě je přidána praktická pomůcka – tabulka vzdáleností mezi jednotlivými konventy. Stejně jako u knihy „Nucleus“ i zde je zřejmý záměr oslavit a propagovat českou svatováclavskou františkánskou provincii. Další pomůckou pro cestování mezi konventy byla zmenšená a zjednodušená mědirytová mapa české provincie vytvořená za provinciála Sanniga a jistě i za jeho přispění zřejmě roku 1735. Jednoduchou mapku se zakreslenými kláštery doplňuje praktická tabulka vzdáleností mezi nimi.
Z iniciativy Bernarda Sanniga mohla vzniknout také olejomalba na plátně znázorňující podobnou jednoduchou mapu provincie a jejich konventů doplněnou o oslavné emblémy patronů a stručné dějiny jednotlivých klášterů z roku 1732.

### Teologie
Vrbčanský sepsal několik dalších knih vydaných tiskem, převážně morálně-teologických traktátů.
- Digestum morale in duas partes divisum představuje učebnici a příručku morální teologie a katolické etiky určené pro vzdělávání kněží. První díl pojednává o odpustcích a kultu svatých,[pozn. 6] druhý se zaměřuje na autoritu katolické církve a její struktury, spolu s definováním „heretických“ směrů a příznivců.[pozn. 7] V roce 1739 prohlédli nezávadnost díla františkánští teologové Wolfgang Benisch a pozdější provinciál Gondisalvus Richter (†1753). Oba díly obsahující každý okolo 300 stran osmerkového formátu vytiskl v Praze tiskař Jan Karel Hraba roku 1740.[pozn. 8]
- Quodlibetum regulare theologicum canonico-morale. Complectens varia Religiosum Statum concernentia[pozn. 9] pojednává, jak název napovídá, o církevně-právním postavení řeholníků na pozadí morální teologie. Zaměřuje se pochopitelně především na františkány a rozebírá papežská nařízení doplňující a vykládající františkánskou řeholi a řádové konstituce. Již podle názvu rozebírá první papežský výklad řehole sv. Františka bulou „Quo elongati“ Řehoře IX z roku 1230 zaobírající se mimo jiné dodržováním chudoby a poslušnosti řeholníků. Nebo rozebírá mladší bulu „Super cathedram“ papeže Bonifáce VIII. z roku 1300, kde upravuje vztah žebravých řádu a světského kléru v záležitostech pastorace, zejména ve prospěch řeholníků. Zmiňuje též bulu „In coena Domini“ Pavla II z roku 1469 adresovanou zaalpské části františkánské rodiny, kde opětovně exkomunikoval přívržence husitství včetně krále Jiřího z Poděbrad. Na více než třiceti stranách (166-190) zde Vrbčanský rozebírá ideál františkánské chudoby, Jako většinu dalších soudobých františkánských děl, knihu o téměř 400 stranách vytiskl pražský tiskař Karel Jan Hraba v roce 1732.[31][pozn. 10]

Za své literární zásluhy, jistě především za knihu Nucleus minoriticus získal Severin Vrbčanský někdy před rokem čestný titul „Scriptor Ordinis“ („Řádový písař“), jehož dalšími nositeli z české františkánské provincie byli například Bernard Sannig nebo Amand Hermann.